# Alexei Alexandrovich Kozlov
Alexei Alexandrovich Kozlov (em russo:  Алексей Александрович Козлов; 20 de fevereiro de 1831 – 12 de março de 1901) foi um filósofo russo conhecido por suas contribuições ao idealismo russo. Ele é reconhecido como o fundador do movimento "neoleibnizianismo" na Rússia, que envolveu a atualização das ideias do filósofo Gottfried Wilhelm Leibniz, bem como das obras de R. H. Lotze e Gustav Teichmüller. A filosofia de Kozlov também é considerada precursora da metafísica personalista russa.
A influência de Kozlov na filosofia russa estendeu-se além das suas próprias ideias. Ele desempenhou um papel crucial na defesa da filosofia especulativa contra o positivismo dominante de sua época. O legado de Kozlov é significativo devido às suas contribuições para o desenvolvimento da filosofia russa no final do século XIX e ao impacto contínuo de suas ideias filosóficas no século XX.

## Biografia
Aleksei Kozlov nasceu em 1831 em Moscou. Inicialmente, ele estudou física e matemática, mas depois se formou em literatura em 1854. Kozlov foi atraído pelas ideias de Ludwig Feuerbach e Charles Fourier, que o levaram a desenvolver visões socialistas. Suas crenças resultaram em uma breve pena de prisão em 1866 e na perda de seu cargo de professor em uma escola secundária de Moscou.
Kozlov mergulhou na filosofia na década de 1870, influenciado sucessivamente por Arthur Schopenhauer, Eduard von Hartmann e Immanuel Kant. Tornou-se professor de filosofia na Universidade de Kiev em 1876, onde fundou o primeiro jornal filosófico russo, Filosofskii trekhmesiachnik (Filosófico Trimestral). Durante este tempo, ele desenvolveu sua própria posição madura sob a influência de Leibniz e seus seguidores, como Hermann Lotze e Gustav Teichmüller.
Depois de se aposentar devido a doença em 1887, Kozlov mudou-se para São Petersburgo e publicou seus pontos de vista sistematicamente em um jornal privado chamado Svoe slovo (Um trabalho pessoal), que foi publicado ocasionalmente de 1888 a 1898. Ele morreu em São Petersburgo na primavera de 1901.

## Filosofia
Kozlov foi um defensor de uma metafísica pampsiquista e desenvolveu uma forma de monadologia, na qual as mônadas eram capazes de interação essencial, ao contrário da teoria da harmonia pré-estabelecida de Leibniz. Kozlov conceituou essas mônadas como espirituais e conscientes, servindo de base para toda a realidade. Formavam uma totalidade fechada fundamentada numa Substância Suprema, Deus, dentro da qual cada mônada estava ligada às outras.
Kozlov via o corpo humano como uma coleção de substâncias espirituais menos conscientes, com as quais o ego interagia até a morte. Ele sugeriu que após a morte, o ego reencarna através da interação com outras substâncias espirituais para formar um novo corpo.
O filósofo russo Nikolay Lossky foi altamente influenciado pelas ideias de Kozlov e, em um artigo de 1901 intitulado "Kozlov: Seu Pampsiquismo", Lossky expôs o sistema de Kozlov.